# Scarlett Byrne
Scarlett Hannah Byrne (Hammersmith, London 1990. október 6.) angol filmszínésznő. Leghíresebb szerepe a Harry Potter-filmekből ismert Pansy Parkinson karakterének és a Vámpírnaplók Nora Hildegardjának vászonra vitele, de az Éghasadás című TV-sorozatban is játszott.

## Karrierje
Byrne 2005-ben kezdte el színészi karrierjét, első filmje a Cry-Baby című rövidfilmben volt, majd egy epizód erejéig szerepelt a Doktorok című TV-sorozatban is, mint Chloe Daniels.
2009-ben kapta meg  Pansy Parkinson szerepét a Harry Potter filmsorozat utolsó három részére. A Potter-filmek befejezését követően a Lake Placid: Az utolsó fejezet című televíziós sorozatban játszotta Brittany szerepét, miközben számos rövid videóban szerepelt Jessie Cave - akit a Harry Potter-filmek forgatása alatt ismert meg - honlapján, mint Pindippy.
2013-ban Byrne szerepelt a Lashes című rövidfilmben, mint Sarah,  majd az Éghasadás című akció-thrillerben Gavin Stenhouse partnereként, mint Lisa. A produkció negyedik évadának rendszeres szereplője lett. Az évad végeztével otthagyta a sorozatot, egyetlen rész erejéig tért csak vissza az ötödik évad végén.
2015-ben csatlakozott a Magyarországon is nagy sikerrel futó Vámpírnaplók stábjához, ahol boszorkány-vámpír lányt, Nora Hildegardot alakította. Byrne a sorozat hetedik évadában tizenkét részben kapott szerepet. Karakterét a tizenhatodik epizódban lelőtték. Az MTV-n futó Mary + Jane-ben epizódszerepet kapott.

## Magánélete
2015. augusztus 6-án Scarlett hozzáment Hugh Hefner 23 éves fiához, Cooperhez. 2017 februárjában szerepelt a Playboy magazinban, mint később nyilatkozta, a „a meztelenség normális", a nők egyenjogúságágára akarta meztelen képeivel felhívni a figyelmet, amik mellé egy rövid esszét is közölt, A feminista titokzatosság címmel.

## Filmográfia

### Film
| Év   | Cím                                 | Szerep          | Megjegyzés | Jegyzet |
| ---- | ----------------------------------- | --------------- | ---------- | ------- |
| 2005 | Cry-Baby                            |                 | Rövidfilm  |         |
| 2009 | Harry Potter és a Félvér Herceg     | Pansy Parkinson |            |         |
| 2010 | Harry Potter és a Halál ereklyéi 1. | Pansy Parkinson |            |         |
| 2011 | Harry Potter és a Halál ereklyéi 2. | Pansy Parkinson |            |         |
| 2013 | Lashes                              | Sarah           | Rövidfilm  |         |
| 2017 | Skybound                            | Lisa            |            |         |

### Televízió
| Év        | Szerep                         |                           | Megjegyzés | Jegyzet                        |
| --------- | ------------------------------ | ------------------------- | ---------- | ------------------------------ |
| 2008      | Doktorok                       | Chloe Daniels             |            | [ 13 ]                         |
| 2012      | Lake Placid: Az utolsó fejezet | Brittany                  | TV-sorozat | [ 14 ]                         |
| 2014–2015 | Éghasadás                      | Alexis "Lexi" Glass-Mason |            | [ 5 ] [ 6 ] [ 7 ] [ 9 ] [ 10 ] |
| 2015      | Sorority Murder                | Jennifer Taylor           | TV-sorozat | [ 22 ]                         |
| 2015–2016 | Vámpírnaplók                   | Nora Hildegard            | 12 epizód  | [ 11 ] [ 12 ]                  |
| 2016      | Mary + Jane                    | Lacey                     | egy epizód | [ 19 ]                         |